# پرسمان معنایی
پرسمان معنایی (به انگلیسی: Semantic query) امکان ایجاد پرسمان و واکاوش را در محیط‌های مشارکتی و بافتی‌شده می‌دهد. پرسمان‌های معنایی امکان بازیابی هم «اطلاعات صریح» و هم «اطلاعات ضمنی» مشتق شده را بر اساس اطلاعات «نحوی»، «معنایی» و «ساختاری» موجود در داده می‌دهد. پرسمان‌های معنایی برای تحویل نتایج دقیق (انتخاب متمایز یک قطعه منفرد اطلاعات) یا جواب‌دادن به سوالات درهم و گسترده و باز، از طریق تطبیق الگو یا استدلال دودویی طراحی شده‌است.
پرسمان‌های معنایی روی گراف‌های نام‌دار، داده‌های پیوندشده یا سه‌تایی‌های معنایی کار می‌کند. این کار به پرسمان امکان می‌دهد تا ارتباطات بین اطلاعات را پردازش کند و جواب‌ها را از شبکه داده نتیجه‌گیری کند. این کار برخلاف جستجوی معنایی است، که در آن از معناشناسی (علم معنا) در متون غیر ساخت‌یافته استفاده می‌شود تا نتایج جستجوی بهتری را تولید کند. (پردازش زبان‌های طبیعی را ببیند)
از نظر فنی، پرسمان‌های معنایی، نوعی عملیات از نوع ارتباطی و دقیق، بسیار شبیه پرسمان پایگاه داده هستند. پرسمان معنایی روی داده ساخت‌یافته کار می‌کند و بنابراین امکان بهینه‌سازی ویژگی‌های همه‌جانبه را دارد، مثلاً در آن عملگرها (مثلاً <،>، و =)، فضاهای نام، تطبیق الگو، زیرکلاس سازی، رابطه ترایا، قواعد معنایی، و جستجوی متن کامل بافتی برقرار است. ائتلاف وب جهان‌گستر در پشته فناوری وب معنایی اش، اسپارکل (SPARQL) را پیشنهاد کرده‌است تا پرسمان‌های معنایی را به صورت قواعد نحوی مشابه با SQL فرمول‌بندی کند. از پرسمان‌های معنایی در تریپل‌استورها، پایگاه داده‌های گراف، ویکی معنایی، سیستم‌های زبان طبیعی، و سیستم‌های هوش مصنوعی استفاده می‌شود.

## پیش زمینه
پایگاه‌های داده رابطه‌ای، برای نمایش رابطه بین داده فقط از روش‌های «ضمنی» استفاده می‌کنند. برای مثال، رابطه بین مشتری‌ها و محصولات (که در دو جدول محتوایی ذخیره می‌شود که توسط یک جدول پیوند اضافی به هم مرتبط هستند) فقط در یک بیانیه پرسمان (SQL در پایگاه داده رابطه‌ای) که توسط یک توسعه‌دهنده نوشته شده‌است، قابل وجود داشتن است. در اینجا نوشتن پرسمان نیاز به دانش دقیقی از طرح‌واره پایگاه‌داده دارد.
در داده پیوندشده، همه رابطه‌های بین داده به صورت «صریح» نمایش می‌یابد. در مثال بالا، نیازی به نوشتن کد پرسمان نیست. محصول صحیح برای هر مشتری می‌تواند به صورت خودکار واکشی شود. در حالیکه این مثال ساده، بدیهی است، قدرت واقعی «داده پیوندشده» موقعی پدیدار می‌شود که یک شبکه اطلاعات ساخته شود (مشتری‌ها با اطلاعات جغرافیایی-مکانی، مثل شهر، استان، و کشور؛ محصولات با طبقه‌هایشان در زیرطبقه و فراطبقه‌ها). هم‌اکنون سیستم می‌تواند به صورت خودکار به پرسمان‌ها و واکاوش‌های پیچیده تری پاسخ دهد، که این پرسمان‌ها به دنبال ارتباط بین یک محل به‌خصوص با یک طبقه محصول هستند. ما در اینجا تلاش برای ساخت این پرسمان را نمی‌آوریم. اجرای یک پرسمان معنایی از طریق «راه رفتن» در شبکه اطلاعات و «یافتن انطباق (همخوانی)» ها هدایت می‌گردد (که «پیمایش گراف داده» نام دارد).
جنبه مهم دیگر پرسمان معنایی آن است که از نوع ارتباطات می‌توان برای مشارکت «هوش» در درون سیستم استفاده کرد. رابطهٔ بین یک مشتری و یک محصول به صورت اساسی، طبیعت متفاوتی با رابطه بین محله و شهر آن دارد. دومی به موتور پرسمان معنایی امکان می‌دهد تا نتیجه‌گیری کند که یک مشتری که در «محله منهتن» زندگی می‌کند، در شهر «نیویورک» هم زندگی می‌کند، درحالیکه ارتباطات دیگر ممکن است الگوهای و «واکاوش‌های بافتی» پیچیده‌تری داشته باشند. به این فرایند، «نتیجه‌گیری» یا «استدلال» می‌گویند، و به معنی توانایی نرم‌افزار برای مشتق‌کردن اطلاعات جدید بر اساس واقعیت‌های داده شده‌است.